# Orient Watch Company
Orient Watch Company Limited (オリエント時計株式会社 Oriento Tokei Kabushikigaisha?) es una subsidiaria de Seiko Epson Corporation desde el año 2001. En 2017 se integró por completo en la compañía Seiko Group.  La compañía produce relojes de cuarzo y mecánicos.
La compañía se fundó en Tokio, Japón, en julio de 1950 aunque su fundador Shogoro Yoshida inició su negocio de venta de relojes en Ueno, Japón en 1901.
Orient es junto con Citizen y Seiko el tercer productor más importante de relojes en Japón, aunque el énfasis de su producción es la de relojes mecánicos.
A lo largo de sus 70 años de vida la compañía ha patentado varias aportaciones a la relojería, tales como la creación del primer reloj con indicador de reserva, que permite visualizar a su usuario la cuerda con la que el reloj cuenta en cada momento.
Actualmente Orient ofrece sus productos en al menos 70 países.